# André Di Giovanni

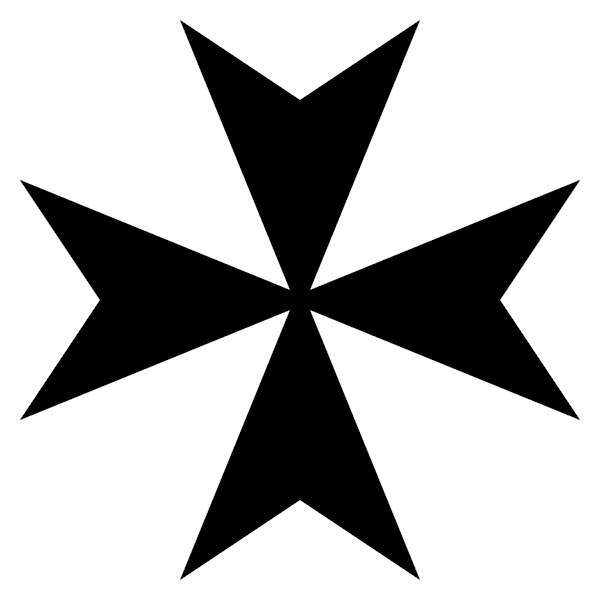
Insígnia de l'Orde de l'Hospital.

André Di Giovanni Centellés (Messina, 3 de febrer de 1742 – Catània, 10 de juny de 1821) fou lloctinent del Gran Mestre de l'Orde de l'Hospital, en absència d'aquest càrrec un cop foren expulsats de Malta primer per les forces de Napoleó i després per l'ocupació britànica.

## Biografia
Andrea Di Giovanni Centellés provenia d'una antiga família noble d'origen espanyol instal·lada a Messina. Va entrar oficialment en l'ordre de Jerusalem el 10 de febrer 1750. Com el seu predecessor en el càrrec, es va enfrontar amb el problema de la sobirania sobre l'illa de Malta, ja que el 30 de maig 1814 es va signar el Tractat de París entre la Gran Bretanya, França, Rússia i Prússia, en la qual, entre altres coses, es va acordar que la sobirania de l'illa de Malta corresponia a la Gran Bretanya.
El lloctinent va reaccionar de manera immediata i el 1815 en el marc del Congrés de Viena els delegats de l'orde van intervenir per tal de canviar el curs de la qüestió i mostrar la legítima aspiració de l'orde de recuperar l'illa, però no van aconseguir canviar les coses. També van intentar fer sentir i valer les seves reivindicacions en el Tractat d'Aquisgrà de 1818, de nou sense èxit.
André Di Giovanni i Centellés va morir el 10 juny de 1821 a Catània.